# Сагайдачного, 10/5
Наріжний будинок № 10/5 — колишній прибутковий будинок, розташований на розі вулиць Ігорівської і Петра Сагайдачного, що на Подолі у Києві.
За визначенням дослідників, кам'яниця — одна із важливих пам'яток цієї частини Подолу, помітний зразок забудови і панорами вулиці Петра Сагайдачного.
Наказом Міністерства культури і туризму України № 521/0/16-09 від 13 липня 2009 кам'яницю внесено до обліку пам'яток архітектури й містобудування (охоронний номер 548-Кв).

## Історія ділянки
На початку XIX сторіччя садиба належала Д. Барщевському. Ділянка була забудована цегляними одно- і двоповерховими кам'яницями.
Упродовж 1899—1900 за проєктом архітектора, губернського інженера Володимира Безсмертного на місці попередніх споруд зведено прибутковий будинок. В його об'єм включили стару наріжну кам'яницю.
Близько 1922 радянська влада націоналізувала будинок.
У середині XX сторіччя проведено капітальна реконструкція будівлі. У процесі ремонту було втрачено оздоблення інтер'єрів.

## Архітектура
Архітектура кам'яниці вирішена у стилі неоренесансу з елементами цегляного стилю.
Триповерхова, цегляна, тинькована, Г-подібна у плані кам'яниця має вальмовий дах, бляшане покриття, пласкі перекриття, підвал.
Чолові фасади симетричні. Центральною віссю з боку вулиці Сагайдачного виступає тривіконна розкріповка. Бічні розкріповки — двовіконні.
Площини підкреслені чітким ритмом віконних прорізів. Вікна на другом поверсі, а також на першому з боку Ігорівської вулиці — аркові із замковими каменями, на третьому — прямокутні.
Будівлю оздоблюють пояси цегляного орнаменту. Карниз прикрашений аркатурою. Дах увінчаний шатровими банями, які надають яскраву виразність всій композиції.

## Галерея

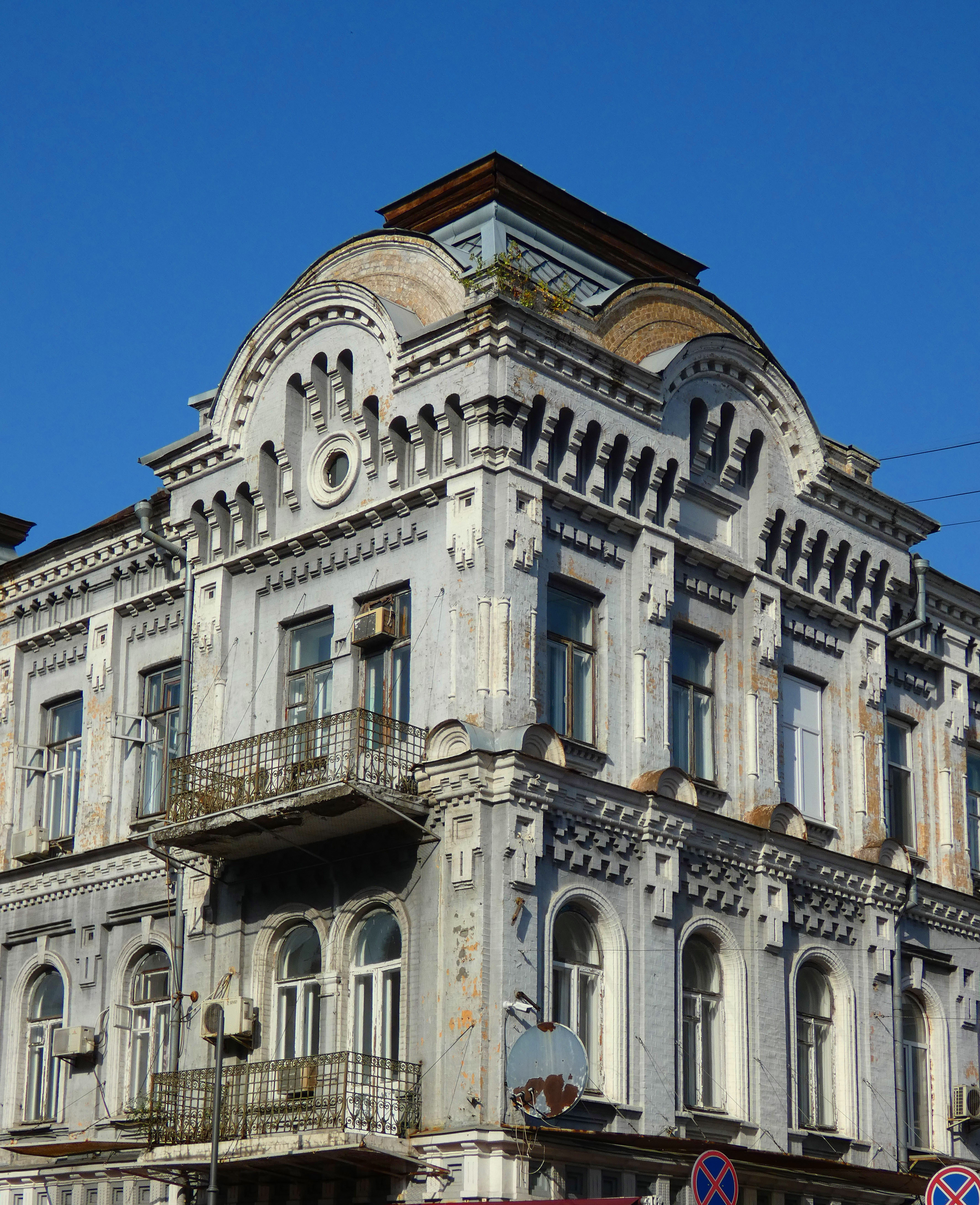
Наріжжя
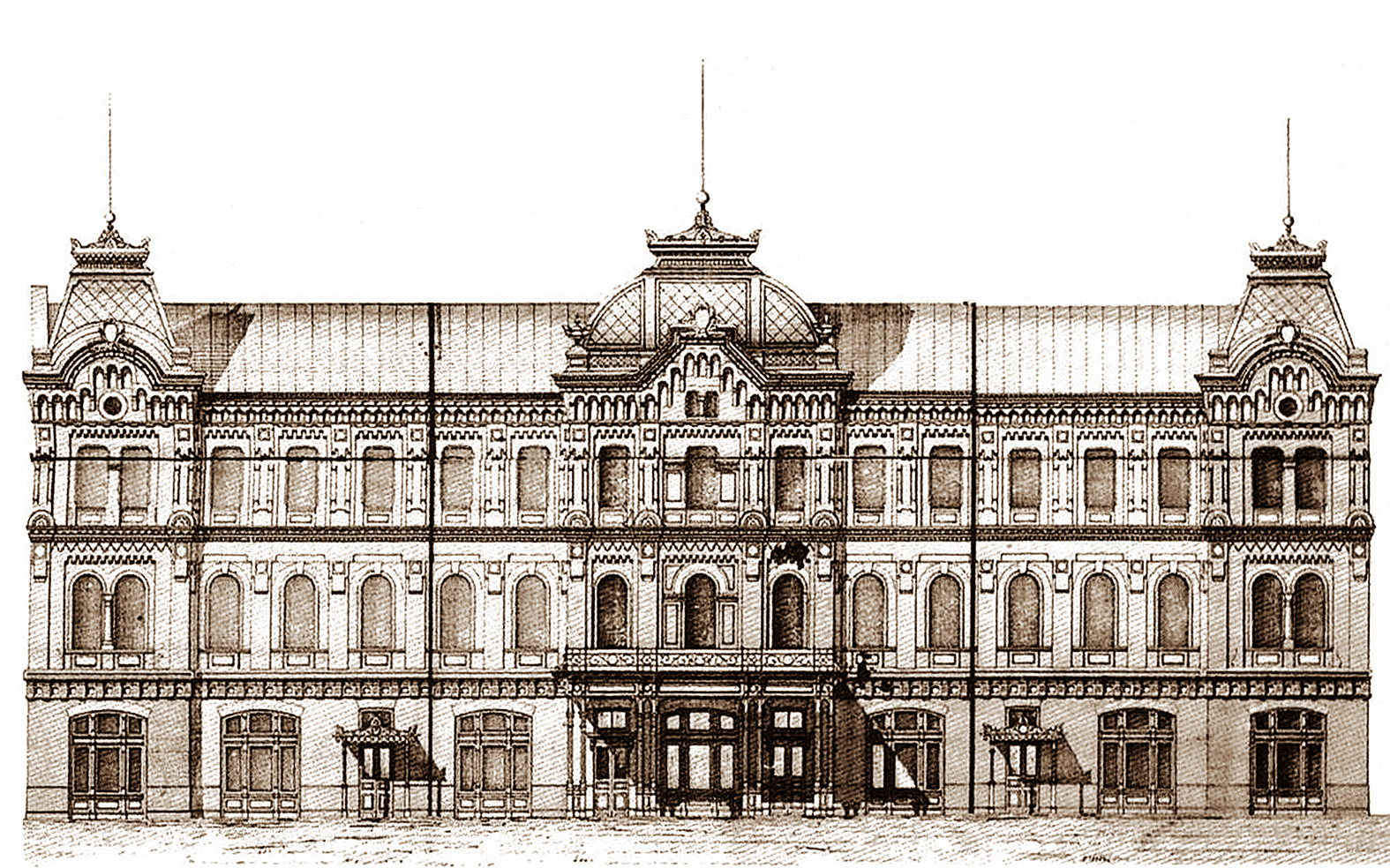
Проєкт архітектора Володимира Безсмертного
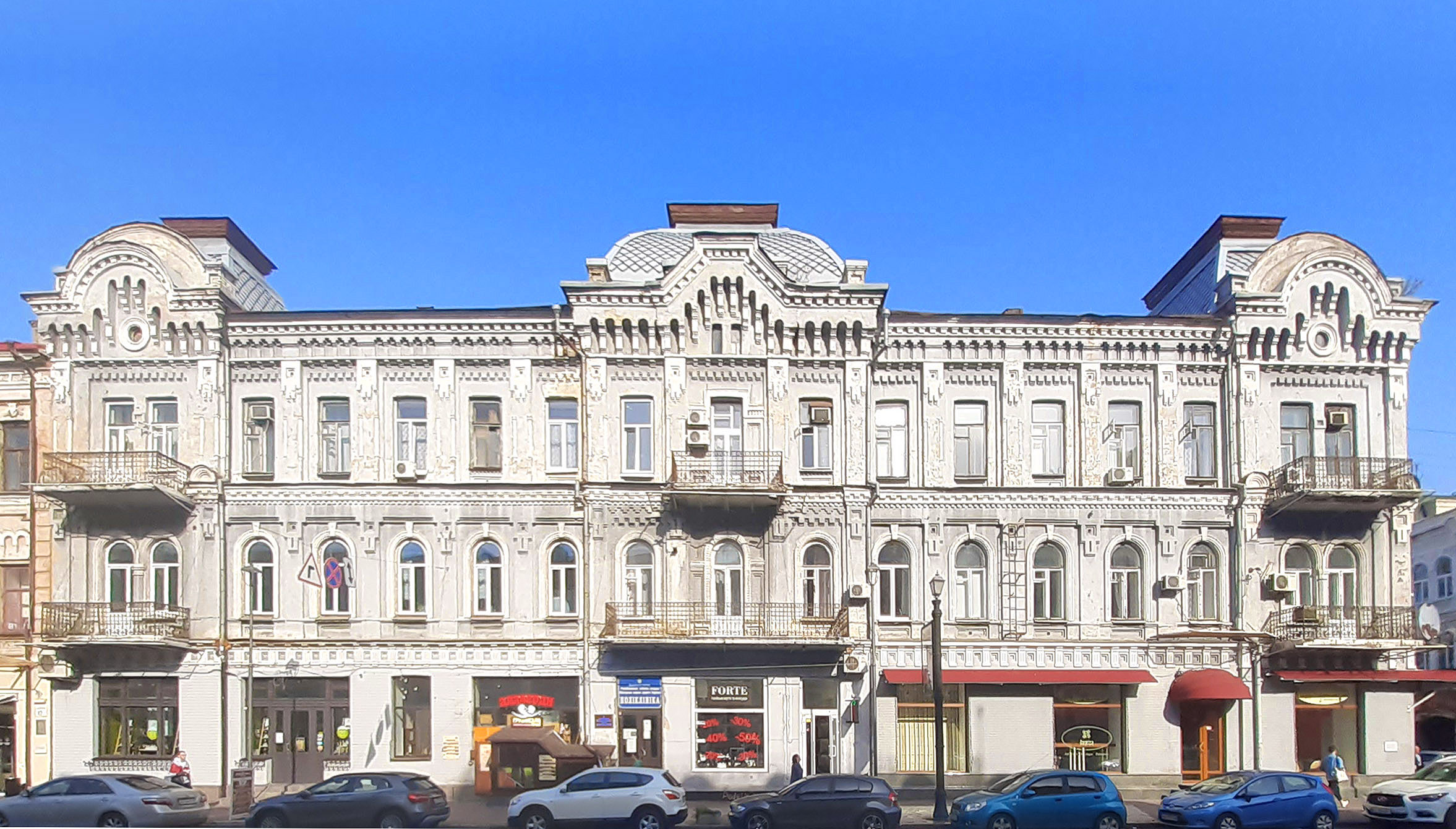
Сучасне фото